# Alto Tacutu–Alto Essequibo
Alto Tacutu–Alto Essequibo (em inglês:  Upper Takutu–Upper Essequibo), região 9, é uma região da Guiana que faz fronteira com a região de Potaro–Siparuni ao norte, com a região de Berbice Oriental–Corentyne a leste e com o Brasil ao sul e oeste.

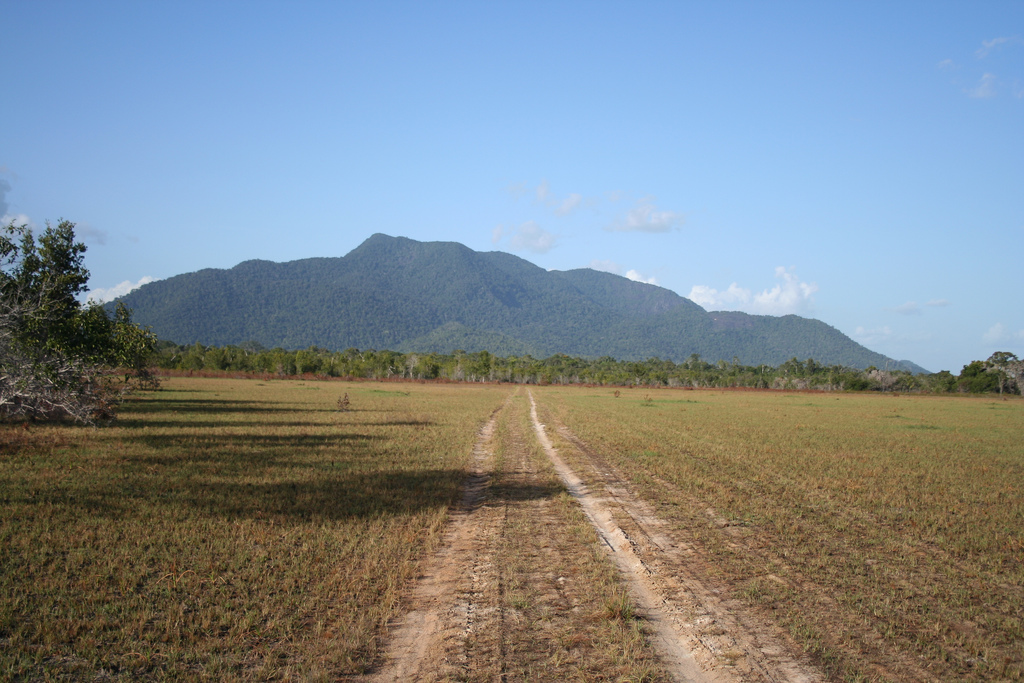
Rupununi

As principais cidades da região são: Lethem (capital), Annai, Isherton, Good Hope e Surama.
As principais atividades econômicas da região são a exploração madeireira e a pecuária (criação de bovinos e ovinos).
A savana de Rupununi está localizada entre o rio Rupununi e a fronteira brasileira.

## História
Sua capital, Lethem, leva esse nome em homenagem ao ex-governador da Guiana Inglesa, Sir Gordon James Lethem, que governou nos anos de 1946 e 1947.
No passado, a área onde atualmente se situa Lethem fazia parte do que se costumava denominar Pirara, uma região que originalmente pertencia ao Brasil e foi anexada pela Inglaterra após um contencioso denominado Questão do Pirara, arbitrado pelo rei Vitório Emanuel III.
Atualmente, a região a oeste do Rio Essequibo, o que inclui Lethem, é reivindicada pela Venezuela, que alega ter direitos históricos sobre o que denomina Guiana Essequiba.

## Demografia
Populações de acordo com os últimos censos:
- 1980 12.873
- 1991 15.057
- 2002 19.387

,